# Åsmund Frægdegjevar
Åsmund Frægdegjevar är ett musikalbum av det norska folk metal-bandet Lumsk. Albumet släpptes den 28 augusti 2003 av skivbolaget Tabu Recordings.

## Låtlista
1. "Det var Irlands kongi bold" – 2:08
2. "Ormin lange" – 4:44
3. "Skip under lide" – 5:34
4. "I trollehender" – 3:11
5. "Hår som spunnid gull" – 2:08
6. "Slepp meg" – 4:23
7. "Skomegyvri" – 6:24
8. "Olafs belti" – 4:45
9. "I lytinne två" – 3:54
10. "Langt nord i Trollebotten" – 3:33
11. "Fagran fljotan folen" – 7:23
12. "Kampen mot bergetrolli" – 4:07
13. "Der e ingin dag'e" – 6:06

## Medverkande
Musiker (Lumsk-medlemmar)
- Espen W. Godø – keyboard, hammondorgel, kyrkorgel, sång
- Eystein Garberg – gitarr
- Espen Hammer – basgitarr
- Alf Helge Lund – trummor
- Bjørnar Selsbak – gitarr
- Siv Lena Waterloo Laugtug – violin
- Vibeke Arntzen – sång

Bidragande musiker
- Steinar Årdal – sång
- Per Christian Jørstad – cello
- Sigurd Ekle – kontrabas
- Annette Foss – flöjt
- Jørund Moseid – violin
- Hilde Bergfald – violin
- Ragnild Bremnes – violin
- Marit Vestrum – viola
- Stian Hovland Pedersen – berättare
- Snorre Hovdal – sampling (spår 2)
- Arnt Roger Asphaug – sampling
- Kör – Eivind Orstad, Jørund Moseid, Kjell Einar Barsnes, Morten Fiskvik, Øyvind Graham

Produktion
- Lumsk – producent, ljudtekniker, ljudmix
- Stein Bratland – ljudtekniker, ljudmix
- Mika Jussila – mastering
- Per Spjøtvold – omslagsdesign, omslagskonst
- Ingunn Ervik – foto